# Понтевекио I (Пезаро и Урбино)
Понтевекио I је насеље у Италији у округу Пезаро и Урбино, региону Марке.
Према процени из 2011. у насељу је живело 43 становника. Насеље се налази на надморској висини од 130 м.